# Република (площад в Ереван)
Вижте пояснителната страница за други значения на Република.
Площад „Република“ (на арменски: Հանրապետության հրապարակ) е най-големият площад в Ереван, Армения. Пресича се от улиците „Абовян“, „Налбандян“, „Тигран Метс Авеню“, „Вазген Сарксян“ и „Амирян“.

## История
Площадът е проектиран заедно с главния устройствен план на Ереван през 1924 г. от архитект Александър Таманян. Изграждането му започва през 1926 г. на мястото на стария площад. Първата фаза на строителството е завършена през 1929 г., доразвива се до 1952 г. и окончателно е завършен през 1958 г.
Първоначалното име на площада е „Ленин“. През 1940 г. в югозападната част на площада е издигната статуя на Владимир Ленин. Разрушена е през 1990 г. и е заменена с голям телевизионен монитор.
Площад „Република“ има овална форма и е конструиран така, че от високо да изглежда на традиционен арменски килим. Танцуващите фонтани са разположени в североизточната част на площада пред сградата на Националната галерия. Сградите около площада са изградени от розов на цвят вулканичен туф с базалтова основа. Часовниковият механизъм на часовниковата кула е изработен в Москва и е поставен през юли 1941 г. Диаметърът му е 4 m, дължината на голямата стрелка е 188 cm, а на малката – 170 cm.
Една от основните атракции на площада са танцуващите фонтани, които от ранна пролет до късна есен всяка вечер, между 21:00 и 23:00 ч. пръскат вода, съпровождани от светлини, в ритъма на класическа, джаз, поп и рок музика.
По случай Деня на независимостта на Армения – 21 септември, всяка година на площада се провежда традиционният военен парад.

## Сгради
Площад „Република“ е заобиколен от седем основни сгради:
- Националната галерия и Историческият музей (североизток)
- Министерство на финансите (изток)
- Сградата на Правителството на Армения (изток)
- Министерство на транспорта и комуникациите (югоизток)
- Хотел „Мариот“ (запад)
- Министерство на външните работи (северозапад)
- Министерство на териториалната администрация (север)

## Галерия
- Площад „Република“
- Старият площад
- Националната галерия и Историческият музей
- Сградата на Правителството
- Министерство на транспорта и комуникациите
- Хотел „Мариот“
- Министерствата на външните работи и на териториалната администрация
- Нощен изглед
- Танцуващите фонтани
- Общ изглед на площада